# Scoparia termobola
Scoparia termobola là một loài bướm đêm trong họ Crambidae.